# 南卦
南卦是泰国民间传说的財神或家庭神，能带来好运，繁荣生意，吸引客户、發現商機。
她的全名是“Mae Thep Phra Nang Kwak”（แม่เทพพระนางกวัก）。通常穿着红色的泰式风格服装，一說南卦是泰国稻米女神朴索的化身，另一說她是婆羅門教女神拉克什米（佛門稱為「吉祥天女」），隨著佛教傳入泰國，逐漸演變為泰國風格。

## 形象
在泰國及老撾的傳統風俗，她被塑造成一位穿著泰國傳統服裝的美麗女士，有時還戴著一頂金色的皇冠，坐姿或跪姿。她的右手之招手模式與日本的招財貓類同，左手或持有一個滿載金錢的袋。

## 象徵
她被認為能招來好運，尤其是招財。泰國人喜歡張貼她的海報在家裡或商店，亦被供奉在廟，例如香港的古巖淨苑，甚至配戴在身上作護身符。

## 圖庫

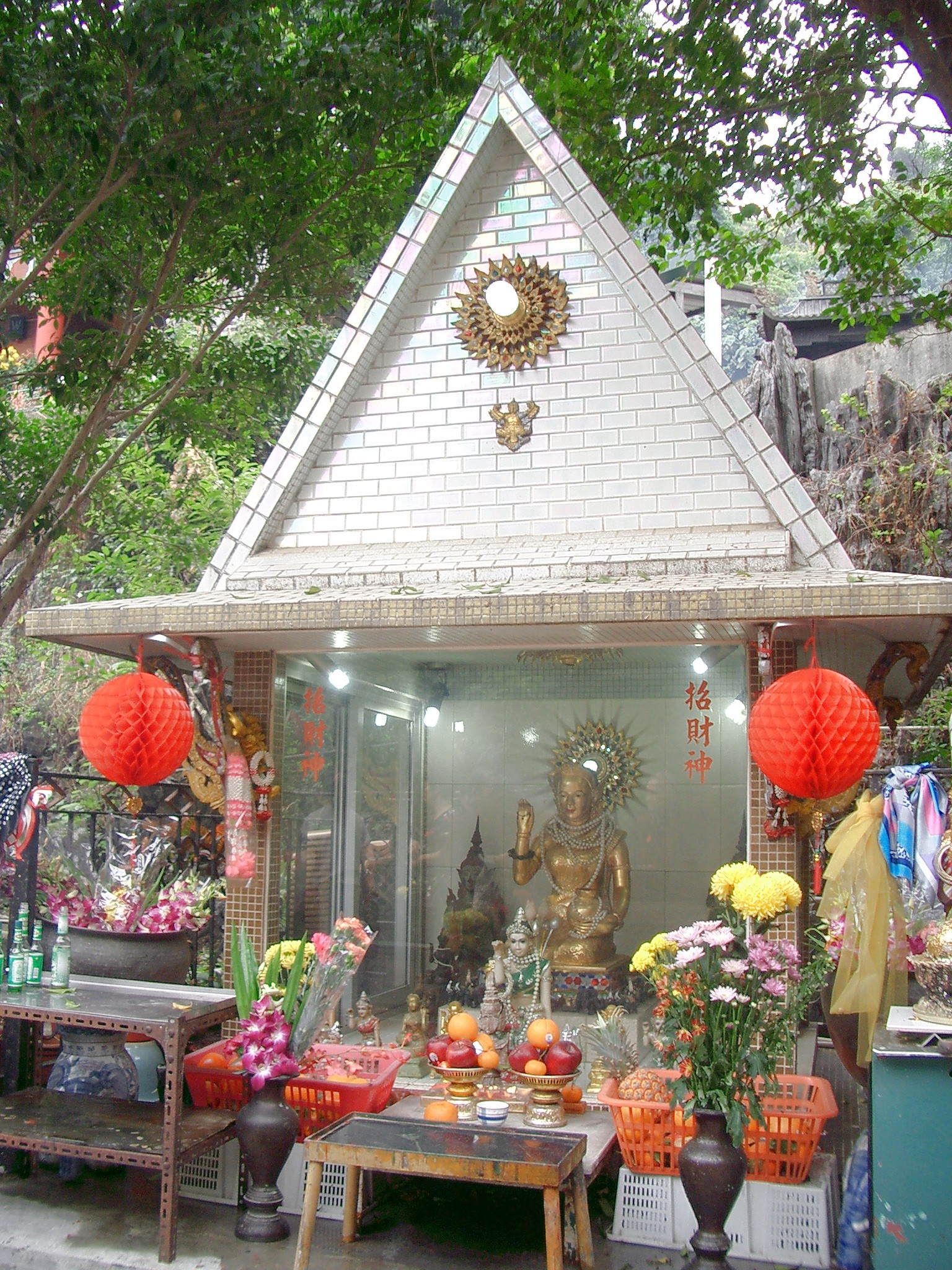
香港新界沙田大圍古巖淨苑供奉的一尊南卦雕像。
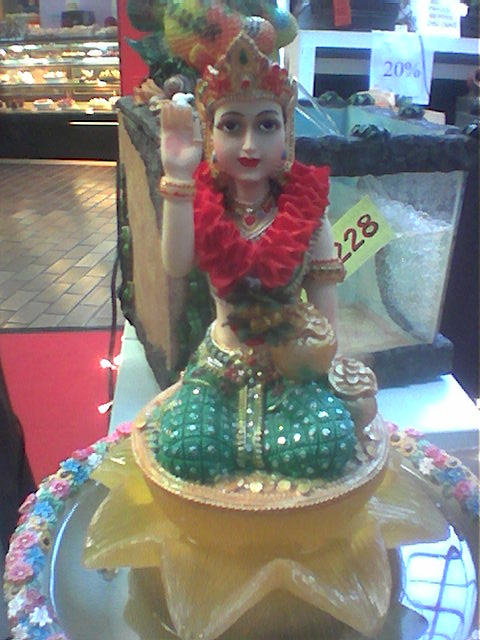
马来西亚的南卦像
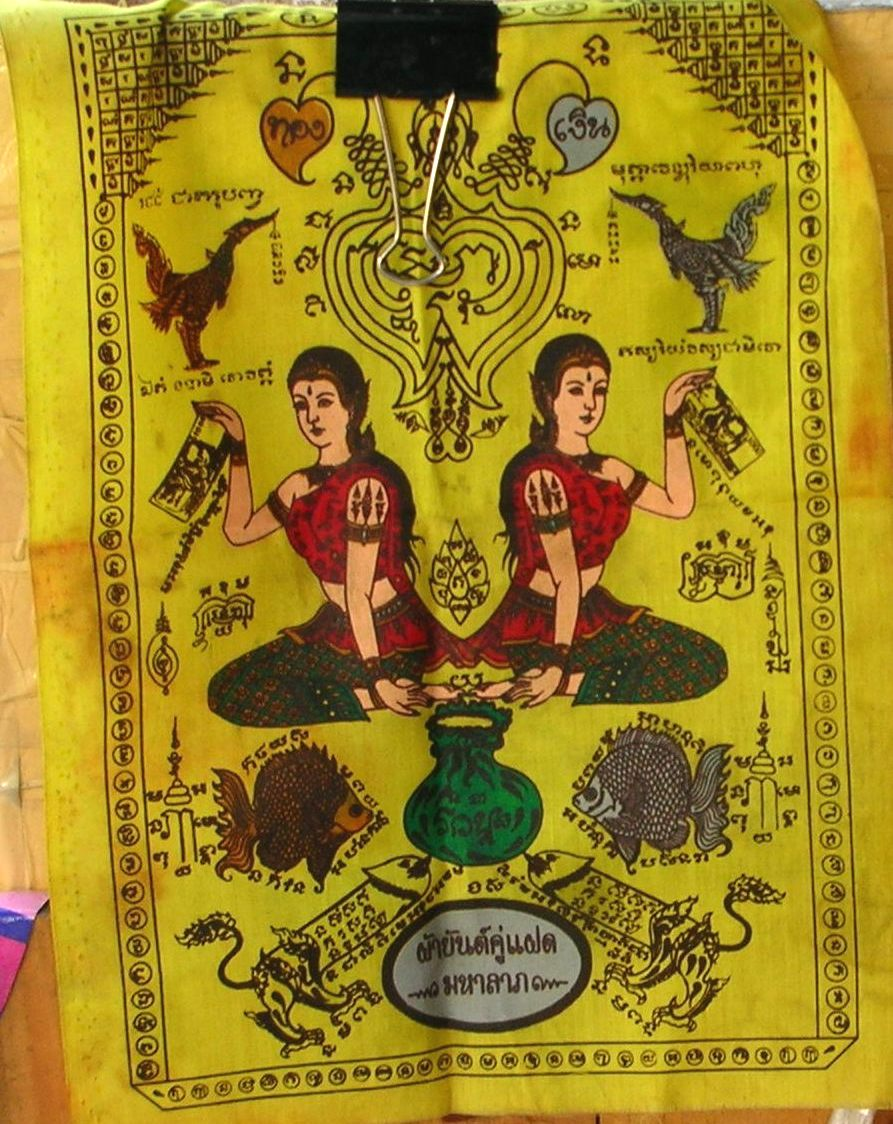
泰國曼谷的店主布符，圖中南卦手持一张1000铢钞票。
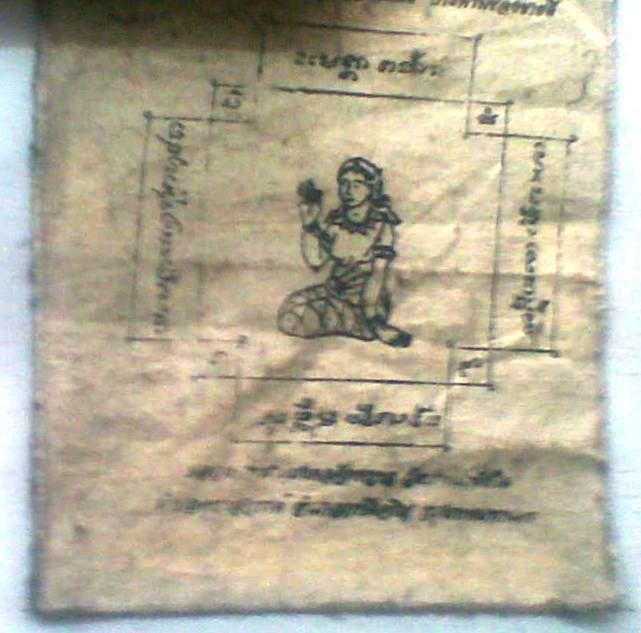
一张南卦布符
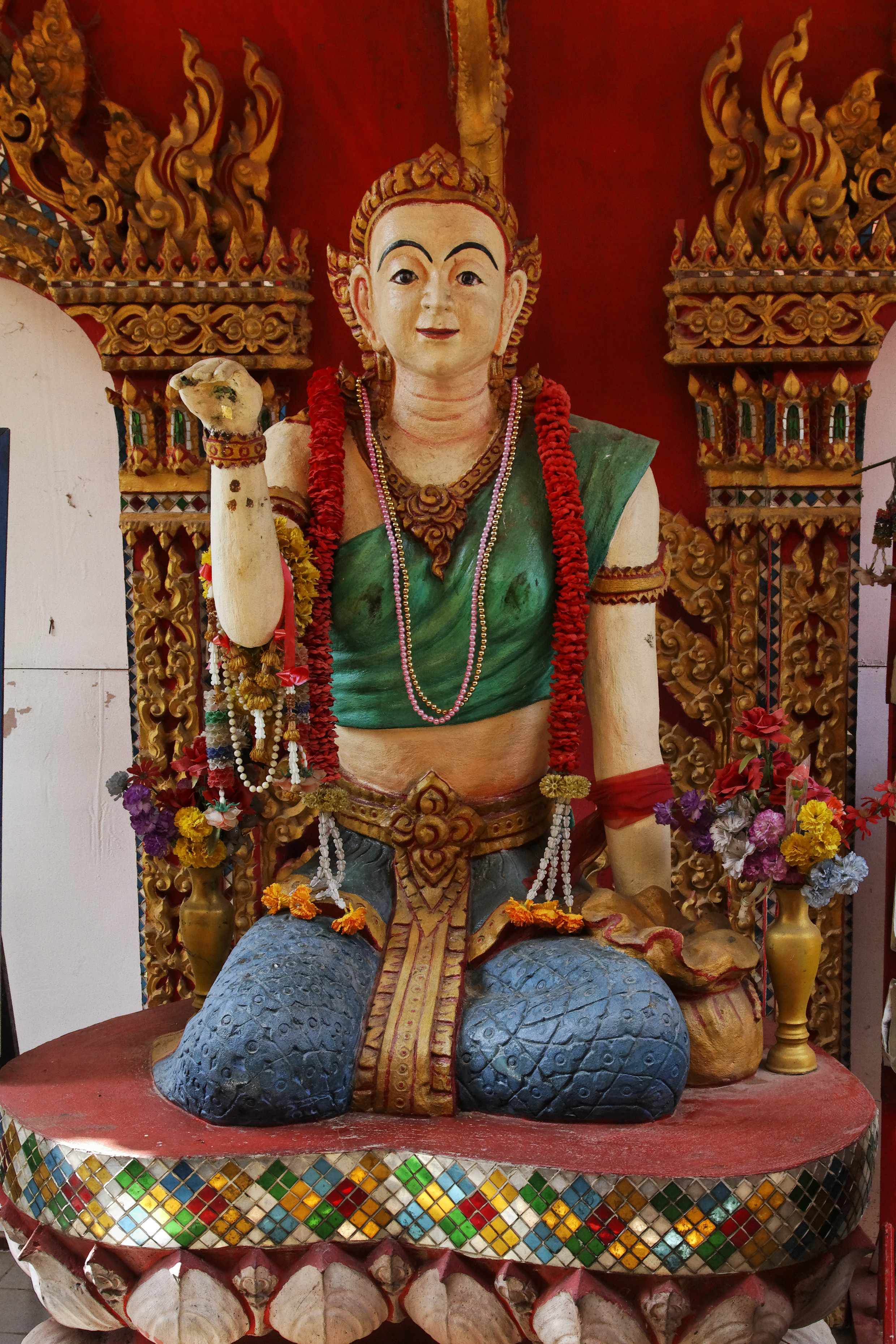
泰国四色菊府禳荣寺供奉的一尊南卦雕像。
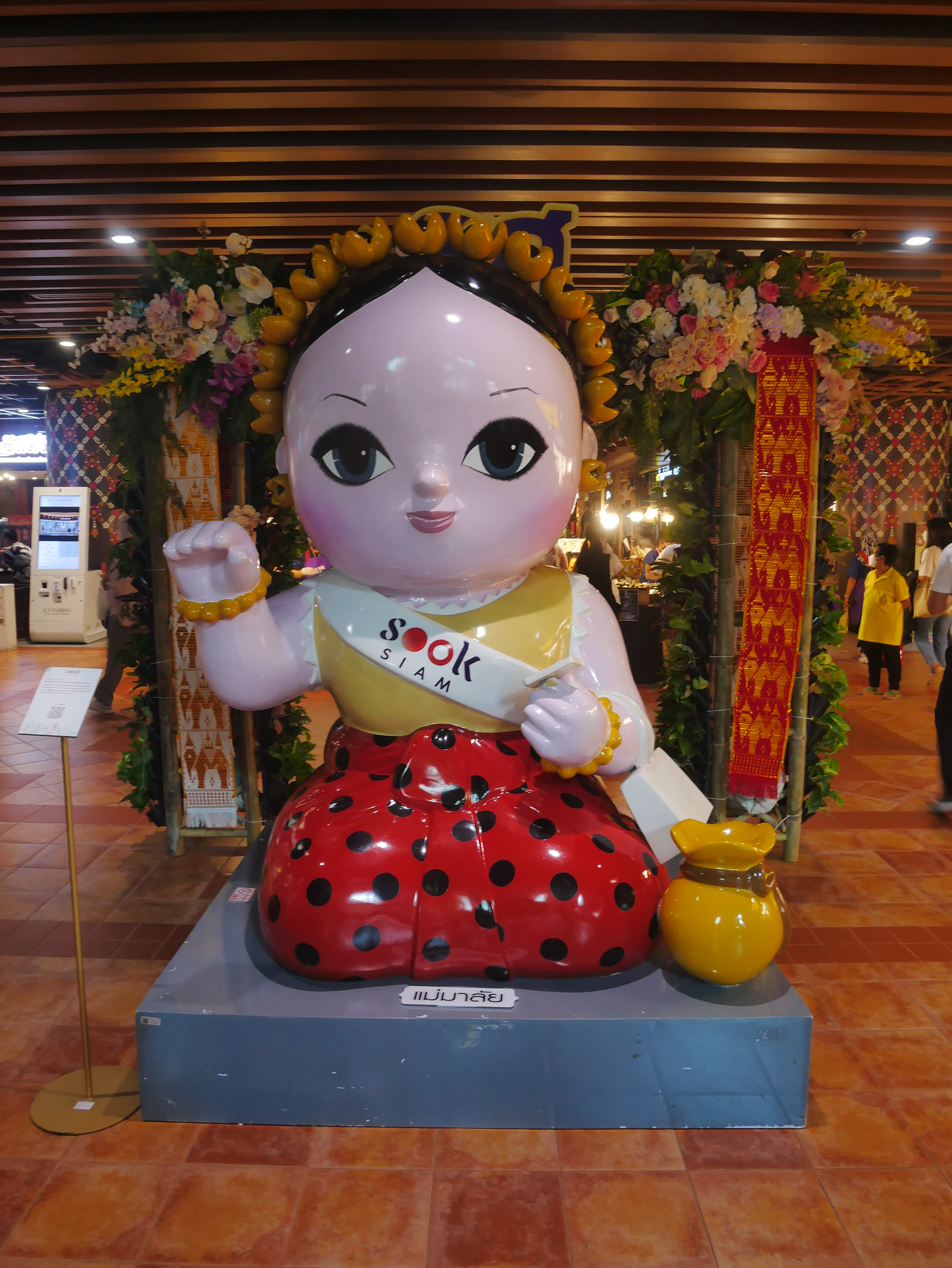
暹羅天地的卡通南卦像
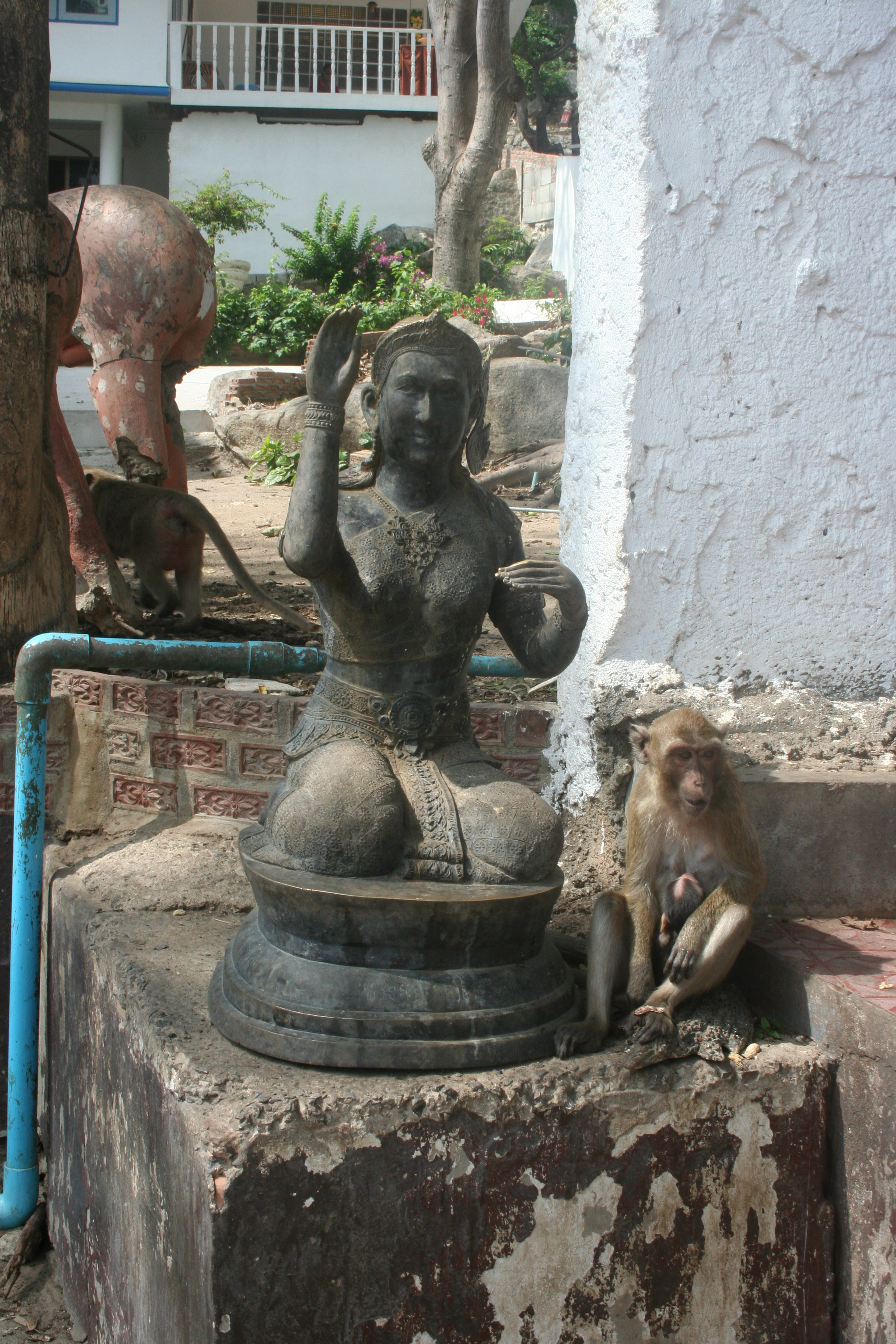
泰国华欣的南卦雕像